# Campionat del Món d'atletisme de 2001
El 8é campionat del Món d'atletisme, organitzat per l'Associació Internacional de Federacions d'Atletisme, es va celebrar l'estadi Commonwealth d'Edmonton, Canadà, entre el 3 i el 12 d'agost. Va ser la primera vegada que un campionat del Món d'atletisme se celebrava a Amèrica del Nord.

## Resultats masculins

### Curses
1997 |1999 |2001 |2003 |2005
| Prova: | Or:                                                                                | Or:          | Argent:                                                                         | Argent:      | Bronze:                                                                               | Bronze:               |
| --- | ---------------------------------------------------------------------------------- | ------------ | ------------------------------------------------------------------------------- | ------------ | ------------------------------------------------------------------------------------- | --------------------- |
| 100 m Detalls | Maurice Greene · United States                                                     | 9.82 (WL)    | Bernard Williams · United States                                                | 9.94 (PB)    | Ato Boldon · Trinidad and Tobago                                                      | 9.98                  |
| 200 m Detalls | Konstandinos Kenderis · Greece                                                     | 20.04        | hristopher Williams · Jamaica                                                   | 20.20        | Kim Collins · Saint Kitts and Nevis · Shawn Crawford · United States                  | 20.20 (NR - St.Kitts) |
| 400 m Detalls | Avard Moncur · Bahamas                                                             | 44.64        | Ingo Schultz · Germany                                                          | 44.87        | Greg Haughton · Jamaica                                                               | 44.98                 |
| 800 m Detalls | André Bucher · Switzerland                                                         | 1:43.70      | Wilfred Bungei · Kenya                                                          | 1:44.55      | Pawel Czapiewski · Poland                                                             | 1:44.63 (PB)          |
| 1500 m Detalls | Hicham El Guerrouj · Morocco                                                       | 3:30.68      | Bernard Lagat · Kenya                                                           | 3:31.10      | Driss Maazouzi · France                                                               | 3:31.54 (SB)          |
| 5000 m Detalls | Richard Limo · Kenya                                                               | 13:00.77     | Million Wolde · Ethiopia                                                        | 13:03.47     | John Kibowen · Kenya                                                                  | 13:05.20              |
| 10000 m Detalls | Charles Kamathi · Kenya                                                            | 27:53.25     | Assefa Mezegebu · Ethiopia                                                      | 27:53.97     | Haile Gebrselassie · Ethiopia                                                         | 27:54.41              |
| Marató Detalls | Gezahegne Abera · Ethiopia                                                         | 2:12:42 SB   | Simon Biwott · Kenya                                                            | 2:12:43      | Stefano Baldini · Italy                                                               | 2:13:18               |
| 110 m tanques Detalls | Allen Johnson · United States                                                      | 13.04 (WL)   | Anier García · Cuba                                                             | 13.07 (SB)   | Dudley Dorival · Haiti                                                                | 13.25 (NR)            |
| 400 m tanques Detalls | Felix Sanchez · Dominican Republic                                                 | 47.49 (WL)   | Fabrizio Mori · Italy                                                           | 47.54 (NR)   | Dai Tamesue · Japan                                                                   | 47.89 (NR)            |
| 3000 m obstacles Detalls | Reuben Kosgei · Kenya                                                              | 8:15.16      | Ali Ezzine · Morocco                                                            | 8:16.21      | Bernard Barmasai · Kenya                                                              | 8:16.59               |
| 20 km marxa Detalls | Roman Rasskazov · Russia                                                           | 1:20:31      | Ilià Màrkov · Russia                                                            | 1:20:33      | Viktor Burayev · Russia                                                               | 1:20:36               |
| 50 km marxa Detalls | Robert Korzeniowski · Poland                                                       | 3:42.08 (WL) | Jesús Ángel García · Spain                                                      | 3:43:07 (SB) | Edgar Hernández · Mexico                                                              | 3:46:12 (PB)          |
| 4x100 m Detalls | Morne Nagel, · Corne Du Plessis, · Lee-Roy Newton, · Matthew Quinn · South Africa  | 38.47 (NR)   | Marc Burns, · Ato Boldon, · Jaycey Harper, · Darrel Brown · Trinidad and Tobago | 38.58 (NR)   | Matthew Shirvington, · Paul Di Bella, · Steve Brimacombe, · Adam Basil · Australia    | 38.83 (SB)            |
| 4x400 m Detalls | Leonard Byrd, · Antonio Pettigrew, · Derrick Brew, · Angelo Taylor · United States | 2:57.54 (WL) | Avard Moncur, · Chris Brown, · Troy Mcintosh, · Tim Munnings · Bahamas          | 2:58.19 (NR) | Brandon Simpson, · Christopher Williams, · Greg Haughton, · Danny McFarlane · Jamaica | 2:58.39 (SB)          |
| AR Rècord del continent \| CR Rècord del campionat \| NR Rècord nacional \| OR Rècord olímpic \| PB/PR Millor marca personal/Rècord personal SB Millor marca personal de la temporada \| WL Millor marca mundial de l'any \| WR Rècord del món |                                                                                    |              |                                                                                 |              |                                                                                       |                       |

- Ali Saidi-Sief d'Algèria va quedar segon als 5.000 metres, però va ser desqualificat per donar positiu per nandrolona.
- Tim Montgomery (Estats Units) va arribar segon als 100 metres, amb un temps de 9.85, i va formar part de l'equip nord-americà de relleus 4x100, que va quedar primer amb un temps de 37.96 (Mickey Grimes, Bernard Williams, Dennis Mitchell, Tim Montgomery), però va ser desqualificat per l'escàndol de dopatge BALCO.

### Concursos
1997 |1999 |2001 |2003 |2005
| Prova: | Or:                           | Or:        | Argent:                                                 | Argent:                            | Bronze:                         | Bronze:    |
| --- | ----------------------------- | ---------- | ------------------------------------------------------- | ---------------------------------- | ------------------------------- | ---------- |
| Salt d'alçada Detalls | Martin Buß · Germany          | 2.36 (WL)  | Yaroslav Rybakov · Russia · Vyacheslav Voronin · Russia | 2.33 (PB) (Rybakov) (SB) (Voronin) |                                 |            |
| Salt amb perxa Detalls | Dmitri Màrkov · Australia     | 6.05 (CR)  | Aleksandr Averbukh · Israel                             | 5.85                               | Nick Hysong · United States     | 5.85 (SB)  |
| Salt de llargada Detalls | Iván Pedroso · Cuba           | 8.40       | Savanté Stringfellow · United States                    | 8.24                               | Carlos Calado · Portugal        | 8.21 (SB)  |
| Triple salt Detalls | Jonathan Edwards · Regne Unit | 17.92 (WL) | Christian Olsson · Sweden                               | 17.47                              | Igor Spasovkhodskiy · Russia    | 17.44 (PB) |
| Llançament de pes Detalls | John Godina · United States   | 21.87      | Adam Nelson · United States                             | 21.24                              | Arsi Harju · Finland            | 20.93 (SB) |
| Llançament de disc Detalls | Lars Riedel · Germany         | 69.72 (CR) | Virgilijus Alekna · Lithuania                           | 69.40                              | Michael Möllenbeck · Germany    | 67.61 (PB) |
| Llançament de martell Detalls | Szymon Ziółkowski · Poland    | 83.38 (CR) | Koji Murofushi · Japan                                  | 82.92                              | Ilià Konovàlov · Russia         | 80.27 (SB) |
| Llançament de javelina Detalls | Jan Železný · Czech Republic  | 92.80 (CR) | Aki Parviainen · Finland                                | 91.31                              | Konstadinos Gatsioudis · Greece | 89.95      |
| Decatló Detalls | Tomáš Dvořák · Czech Republic | 8902 (CR)  | Erki Nool · Estonia                                     | 8815 (NR)                          | Dean Macey · Regne Unit         | 8603 (PB)  |
| AR Rècord del continent \| CR Rècord del campionat \| NR Rècord nacional \| OR Rècord olímpic \| PB/PR Millor marca personal/Rècord personal SB Millor marca personal de la temporada \| WL Millor marca mundial de l'any \| WR Rècord del món |                               |            |                                                         |                                    |                                 |            |

## Resultats femenins

### Curses
1997 |1999 |2001 |2003 |2005
| Prova: | Or:                                                                                          | Or:          | Argent:                                                                       | Argent:      | Bronze:                                                                                    | Bronze:      |
| --- | -------------------------------------------------------------------------------------------- | ------------ | ----------------------------------------------------------------------------- | ------------ | ------------------------------------------------------------------------------------------ | ------------ |
| 100 m Detalls | Zhanna Pintusevich-Block ·                                                                   | 10.82 (WL)   | Ekaterini Thanou · Greece                                                     | 10.91 (SB)   | Chandra Sturrup · Bahamas                                                                  | 11.02        |
| 200 m Detalls | Debbie Ferguson · Bahamas                                                                    | 22.52        | LaTasha Jenkins ·                                                             | 22.85        | Cydonie Mothersill ·                                                                       | 22.88        |
| 400 m Detalls | Amy Mbacke Thiam · Senegal                                                                   | 49.86 (NR)   | Lorraine Fenton · Jamaica                                                     | 49.88 (SB)   | Ana Guevara · Mexico                                                                       | 49.97 (SB)   |
| 800 m Detalls | Maria de Lurdes Mutola · Mozambique                                                          | 1:57.17      | Stephanie Graf · Austria                                                      | 1:57.20 (SB) | Letitia Vriesde · Suriname                                                                 | 1:57.35 (SB) |
| 1500 m Detalls | Gabriela Szabo · Romania                                                                     | 4:00.57 (SB) | Violeta Beclea Szekely · Romania                                              | 4:01.70      | Natalya Gorelova · Russia                                                                  | 4:02.40      |
| 5000 m Detalls | Olga Iegórova ·                                                                              | 15:03.39     | Marta Domínguez ·                                                             | 15:06.59     | Ayelech Worku ·                                                                            | 15:10.17     |
| 10000 m Detalls | Derartu Tulu · Ethiopia                                                                      | 31:48.81     | Berhane Adere · Ethiopia                                                      | 31:48.85     | Gete Wami · Ethiopia                                                                       | 31:49.98     |
| Marató Detalls | Lidia Simon · Romania                                                                        | 2:26:01      | Reiko Tosa · Japan                                                            | 2:26:06      | Svetlana Zakharova · Russia                                                                | 2:26:18      |
| 100 m tanques Detalls | Anjanette Kirkland · United States                                                           | 12.42 (WL)   | Gail Devers · United States                                                   | 12.54 (SB)   | Olga Xixíguina · Kazakhstan                                                                | 12.58 (SB)   |
| 400 m tanques Detalls | Nezha Bidouane · Morocco                                                                     | 53.34 (WL)   | Yuliya Pechonkina · Russia                                                    | 54.27        | Daimi Pernia · Cuba                                                                        | 54.51        |
| 20 km marxa Detalls | Olimpiada Ivanova · Russia                                                                   | 1:27:48 (CR) | Valentina Tsybulskaya · Belarus                                               | 1:28:49 (PB) | Elisabetta Perrone · Italy                                                                 | 1:28:56      |
| 4x100 m Detalls | Melanie Paschke, · Gaby Rockmeier, · Birgit Rockmeier, · Marion Wagner · Germany             | 42.32 (SB)   | Sylviane Félix, · Frédérique Bangué, · Muriel Hurtis, · Odiah Sidibé · France | 42.39 (SB)   | Juliet Campbell, · Merlene Frazer, · Beverly McDonald, · Astia Walker · Jamaica            | 42.40 (SB)   |
| 4x400 m Detalls | Sandie Richards, · Catherine Scott-Pomales, · Debbie-Ann Parris, · Lorraine Fenton · Jamaica | 3.20.65 (WL) | Florence Ekpo-Umoh, · Shanta Ghosh, · Claudia Marx, · Grit Breuer · Germany   | 3.21.97 (SB) | Irina Rosikhina, · Yuliya Pechonkina, · Anastasiya Kapachinskaya, · Olesya Zykina · Russia | 3.24.92      |
| AR Rècord del continent \| CR Rècord del campionat \| NR Rècord nacional \| OR Rècord olímpic \| PB/PR Millor marca personal/Rècord personal SB Millor marca personal de la temporada \| WL Millor marca mundial de l'any \| WR Rècord del món |                                                                                              |              |                                                                               |              |                                                                                            |              |

- Kelli White va ser tercera als 200 metres (22.56), i va formar part de l'equip de 4x100 dels Estats Units (Kelli White, Chryste Gaines, Inger Miller, Marion Jones; 41.71), però va ser desqualificada quan va admetre haver emprat esteroides a l'escàndol BALCO.
- Marion Jones (Estats Units) va acabar segona als 100 metres i primera als 200 metres, però va ser desqualificada quan va admetre haver emprat esteroides a l'escàndol BALCO.

### Concursos
1997 |1999 |2001 |2003 |2005
| Prova: | Or:                                      | Or:        | Argent:                           | Argent:   | Bronze:                        | Bronze:    |
| --- | ---------------------------------------- | ---------- | --------------------------------- | --------- | ------------------------------ | ---------- |
| Salt d'alçada Detalls | Hestrie Cloete (Storbeck) · South Africa | 2.00 (SB)  | Inha Babakova · Ukraine           | 2.00      | Kajsa Bergqvist · Sweden       | 1.97       |
| Salt amb perxa Detalls | Stacy Dragila · United States            | 4.75 (CR)  | Svetlana Feofanova · Russia       | 4.75 (CR) | Monika Pyrek · Poland          | 4.55       |
| Salt de llargada Detalls | Fiona May · Italy                        | 7.02       | Tatyana Kotova · Russia           | 7.01      | Niurka Montalvo · Spain        | 6.88       |
| Triple salt Detalls | Tatiana Lébedeva · Russia                | 15.25 (WL) | Françoise Mbango-Etone · Cameroon | 14.60     | Tereza Marinova · Bulgaria     | 14.58      |
| Llançament de pes Detalls | Yanina Karolchik · Belarus               | 20.61 (NR) | Nadine Kleinert · Germany         | 19.86 PB  | Vita Pavlysh · Ukraine         | 19.41      |
| Llançament de disc Detalls | Ellina Zvereva · Belarus                 | 67.10      | Nicoleta Grasu · Romania          | 66.24     | Anastasia Kelesidu · Greece    | 65.50 (SB) |
| Llançament de martell Detalls | Yipsi Moreno · Cuba                      | 70.65 (AR) | Olga Kuzenkova · Russia           | 70.61     | Bronwyn Eagles · Australia     | 68.87      |
| Llançament de javelina Detalls | Osleidys Menéndez · Cuba                 | 69.53 (CR) | Mirela Manjani (Tzelili) · Greece | 65.78     | Sonia Bisset · Cuba            | 64.69      |
| Heptatló Detalls | Yelena Prokhorova · Russia               | 6694 (SB)  | Natalya Sazanovich · Belarus      | 6539 (SB) | Shelia Burrell · United States | 6472 (PB)  |
| AR Rècord del continent \| CR Rècord del campionat \| NR Rècord nacional \| OR Rècord olímpic \| PB/PR Millor marca personal/Rècord personal SB Millor marca personal de la temporada \| WL Millor marca mundial de l'any \| WR Rècord del món |                                          |            |                                   |           |                                |            |

- Natalya Sadova (Rússia) va ser la guanyadora del llançament de disc (68,57 metres), però va ser desqualificada per donar positiu per cafeïna.

## Medaller
| Posició: | Nació:                | Or: | Argent: | Bronze: | Total: |
| -------- | --------------------- | --- | ------- | ------- | ------ |
| 1.       | United States         | 6   | 5       | 3       | 14     |
| 2.       | Russia                | 5   | 7       | 6       | 18     |
| 3.       | Kenya                 | 3   | 3       | 2       | 8      |
| 4.       | Germany               | 3   | 3       | 1       | 7      |
| 5.       | Cuba                  | 3   | 1       | 2       | 6      |
| 6.       | Ethiopia              | 2   | 3       | 3       | 8      |
| 7=       | Belarus               | 2   | 2       | 0       | 4      |
| 7=       | Romania               | 2   | 2       | 0       | 4      |
| 9.       | Bahamas               | 2   | 1       | 1       | 4      |
| 10.      | Morocco               | 2   | 1       | 0       | 3      |
| 11.      | Poland                | 2   | 0       | 2       | 4      |
| 12=      | Czech Republic        | 2   | 0       | 0       | 2      |
| 12=      | South Africa          | 2   | 0       | 0       | 2      |
| 14.      | Jamaica               | 1   | 2       | 3       | 6      |
| 15.      | Greece                | 1   | 2       | 2       | 5      |
| 16.      | Italy                 | 1   | 1       | 2       | 4      |
| 17.      | Ukraine               | 1   | 1       | 1       | 3      |
| 18.      | Australia             | 1   | 0       | 2       | 3      |
| 19.      | Regne Unit            | 1   | 0       | 1       | 2      |
| 20=      | Dominican Republic    | 1   | 0       | 0       | 1      |
| 20=      | Mozambique            | 1   | 0       | 0       | 1      |
| 20=      | Senegal               | 1   | 0       | 0       | 1      |
| 20=      | Switzerland           | 1   | 0       | 0       | 1      |
| 24=      | Japan                 | 0   | 2       | 1       | 3      |
| 24=      | Spain                 | 0   | 2       | 1       | 3      |
| 26=      | Finland               | 0   | 1       | 1       | 2      |
| 26=      | France                | 0   | 1       | 1       | 2      |
| 26=      | Sweden                | 0   | 1       | 1       | 2      |
| 26=      | Trinidad and Tobago   | 0   | 1       | 1       | 2      |
| 30=      | Austria               | 0   | 1       | 0       | 1      |
| 30=      | Cameroon              | 0   | 1       | 0       | 1      |
| 30=      | Estonia               | 0   | 1       | 0       | 1      |
| 30=      | Israel                | 0   | 1       | 0       | 1      |
| 30=      | Lithuania             | 0   | 1       | 0       | 1      |
| 35.      | Mexico                | 0   | 0       | 2       | 2      |
| 36=      | Bulgaria              | 0   | 0       | 1       | 1      |
| 36=      | Illes Caiman          | 0   | 0       | 1       | 1      |
| 36=      | Haiti                 | 0   | 0       | 1       | 1      |
| 36=      | Kazakhstan            | 0   | 0       | 1       | 1      |
| 36=      | Portugal              | 0   | 0       | 1       | 1      |
| 36=      | Saint Kitts and Nevis | 0   | 0       | 1       | 1      |
| 36=      | Suriname              | 0   | 0       | 1       | 1      |
|          |                       |     |         |         |        |